# Odeska Salisnyzja
Die Odeska Salisnyzja (ukrainisch Одеська залізниця; russisch Одесская железная дорога/Odesskaja schelesnaja doroga, deutsch etwa „Odessaer Eisenbahn“) ist eine regionale Eisenbahngesellschaft in der südlichen Ukraine mit Hauptsitz in Odessa und gehört zur ukrainischen Eisenbahngesellschaft Ukrsalisnyzja.
Die Eisenbahngesellschaft bedient die Streckennetze in den Oblasten Odessa, Mykolajiw, Cherson, Tscherkassy, Kirowohrad sowie Teile der Oblast Winnyzja.

## Geschichte

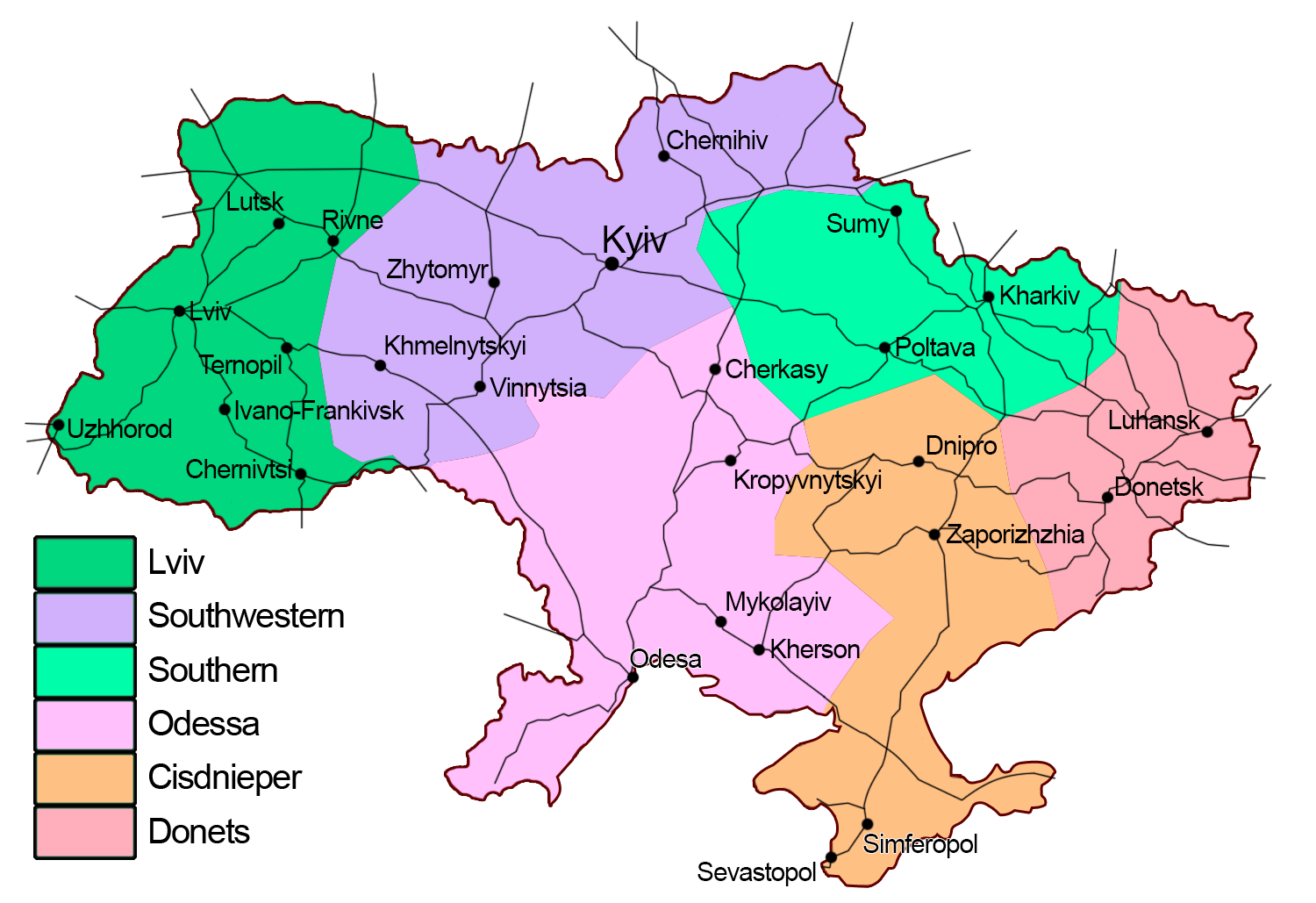
Regionale Eisenbahngesellschaften der Ukraine Stand 2014

Die Ursprünge der heutigen Gesellschaft gehen bis auf das Jahr 1865 zurück, als das erste Teilstück der Bahnlinie von Odessa nach Balta durch die Odessa-Parkany-Eisenbahn eröffnet wurde. 1871 entstand aus dieser und mehreren anderen Strecken die Odessa-Balta-Eisenbahn bzw. ab 1874 die Odessaer Eisenbahngesellschaft. Währenddessen kam es 1875 zum Eisenbahnunfall von Balta. Im Jahr 1879 kam es zu einer weiteren Vereinigung mit der Kiew-Brester-Eisenbahn zur Brest-Odessa-Eisenbahngesellschaft. 1882 schließlich wurden durch Zusammenlegung mit mehreren anderen Bahnen daraus die Russischen Südwestbahnen begründet, diese wurden 1895 verstaatlicht. Nach einer grundlegenden Eisenbahnreform in der Sowjetunion im Jahre 1936 wurde die Odessaer Eisenbahn (russisch Одесская железная дорога/Odesskaja schelesnaja doroga) wieder eine eigenständige Gesellschaft, 1953 wurde sie dann mit den Bahnlinien der Moldawischen SSR zur Odessa-Kischinewer Eisenbahn (russisch Одесско-Кишинёвская железная дорога/Odessko-Kischinjowskaja schelesnaja doroga) reorganisiert, erst 1979 wurden beide Gesellschaften wieder eigenständig, seither ist die Gesellschaft auch unter ukrainischer Führung seit 1991 unverändert.

## Direktionen
- 1 – Eisenbahndirektion Snamjanka
- 2 – Eisenbahndirektion Odessa
- 3 – Eisenbahndirektion Cherson
- 4 – Eisenbahndirektion Schewtschenkow (Sitz in Smila)

## Bahnstrecken
- Bahnstrecke Arzys–Ismajil
- Bahnstrecke Bachmatsch–Odessa (über Pryluky, Hrebinka, Solotonoscha, Smila, Pomitschna, Kolosiwka und Rauchiwka)
- Bahnstrecke Bender–Galați (über Basarabeasca und Abaclia auf moldawischem Gebiet und von der Moldawischen Eisenbahn betrieben – Teil von Karabuzeny bis KM 121 sowie die Stationen Bolhrad und Reni auf ukrainischem Gebiet)
- Bahnstrecke Cherson–Dnipro (über Apostolowe)
- Bahnstrecke Cherson–Kertsch (bis Armjansk und weiter über Dschankoj)
- Bahnstrecke Krasne–Odessa (über Solotschiw, Ternopil, Welyki Birky, Wolotschysk, Chmelnyzkyj, Schmerynka, Wapnjarka, Rudnyzja, Slobidka, Borschtschi, Myhajewe und Rosdilna)
- Bahnstrecke Borschtschi–Charkiw (über Pidhorodna, Pomitschna, Kropywnyzkyj, Snamjanka, Korystiwka, Burty, Krementschuk, Poltawa, Kolomak und Ljubotyn)
- Bahnstrecke Demikiwske–Trostjanez
- Bahnstrecke Fastiw–Zwitkowe (über Myroniwka)
- Bahnstrecke Kalyniwka–Uman (über Andrussowe, Oratiw, Monastyryschtsche und Chrystyniwka)
- Bahnstrecke Kolosiwka–Cherson (über Mykolajiw)
- Bahnstrecke Korystiwka–Pjatychatky
- Bahnstrecke Mykolajiw–Fedoriwka (über Snihuriwka und Nowouspeniwka)
- Bahnstrecke Myhajewe–Rauchiwka
- Bahnstrecke Odessa–Basarabeasca (über Arzys nach Moldawien – Grenzübergang Serpnewe/Basarabeasca)
- Bahnstrecke Pidhorodna–Holowaniwsk (mit Zweigstrecke nach Pobuzke)
- Bahnstrecke Pomitschna–Krywyj Rih (über Dolynska)
- Bahnstrecke Rosdilna–Iași (nach Moldawien und Rumänien – Grenzübergang Kutschurhan/Novosavițcaia)
- Bahnstrecke Slobidka–Bălți (nach Moldawien – Grenzübergang Timkowe/Cobasna weiter nach Rîbnița)
- Bahnstrecke Snamjanka–Mykolajiw (über Dolynska)
- Bahnstrecke Solontonoscha–Lipljawe
- Bahnstrecke Wapnjarka–Snamjanka (über Demikiwske, Sjatkiwzi, Chrystyniwka, Watutine, Zwitkowe und Smila)
- Bahnstrecke Watutine–Daschukiwka
- Bahnstrecke Winnyzja–Hajworon (über Sjatkiwzi – Breitspurstreckenausbau endet in Tauschne)

sowie das Schmalspurnetz Hajworon (Bahnstrecke Rudnyzja–Hajworon–Holowaniwsk)
Die Bahnstrecke Wapnjarka–Jampil wurde 1999 eingestellt, die Gleisanlagen wurden großteils 2000 abgebaut.